# Jeanne Chauvin

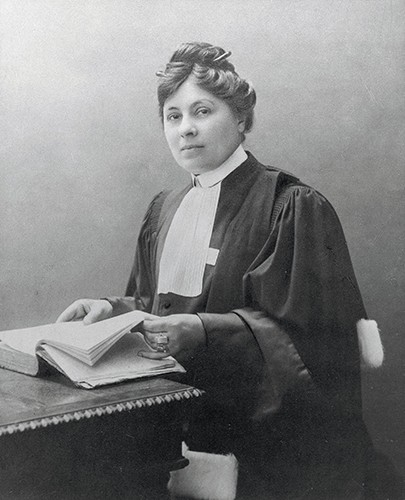
Jeanne Chauvin (Foto Eugène Pirou)

Jeanne Chauvin (* 22. April 1862 in Jargeau; † 27. September 1926 in Provins) war eine französische Rechtsanwältin und Feministin. Sie war die erste Frau, die in Frankreich einen Prozess führte.

## Leben
Jeanne Chauvin war die Tochter eines Notars, der starb, als Jeanne 16 Jahre alt war. Sie legte ihre Baccalauréats ab und promovierte zum Doktor der Rechtswissenschaften. Sie verteidigte ihre Dissertation, die aus einer historischen Studie über für Frauen zugängliche Berufe bestand und in der sie darauf hinwies, dass ihrer Meinung nach insbesondere unter dem Einfluss der Bibel und des Katholizismus die rechtliche Ungleichheit zwischen Männern und Frauen eingeführt und gefestigt wurde. Chauvin forderte für die Frau Gleichheit sowohl in ihrer Bildung als auch beim Zugang zu allen Berufen, sowohl im privaten als auch im öffentlichen Bereich. Danach arbeitete sie als Lehrerin an verschiedenen Mädchengymnasien.
Ab 1893 forderte sie die Parlamentarier auf, verheirateten Frauen das Recht zuzugestehen, bei öffentlichen oder privaten Handlungen als Zeugin aufzutreten und verheirateten Frauen die Möglichkeit einzuräumen, über die Produkte ihrer Arbeit oder ihrer persönlichen Industrie zu verfügen.
Am 24. November 1897 meldete sich Chauvin mit allen erforderlichen Diplomen beim Berufungsgericht in Paris, um als Anwältin vereidigt zu werden. Sie wurde am 30. November 1897 mit der Begründung abgewiesen, dass das Gesetz Frauen die Ausübung des Anwaltsberufs nicht gestatte. Es dauerte drei Jahre, bis die Abgeordneten Raymond Poincaré und René Viviani unter dem Druck der Frauenbewegung am 30. Juni 1899 in der Abgeordnetenkammer und am 13. November 1900 im Senat ein Gesetz verabschiedeten, das am 1. Dezember 1900 von Émile Loubet, dem Präsidenten der Republik, verkündet wurde.

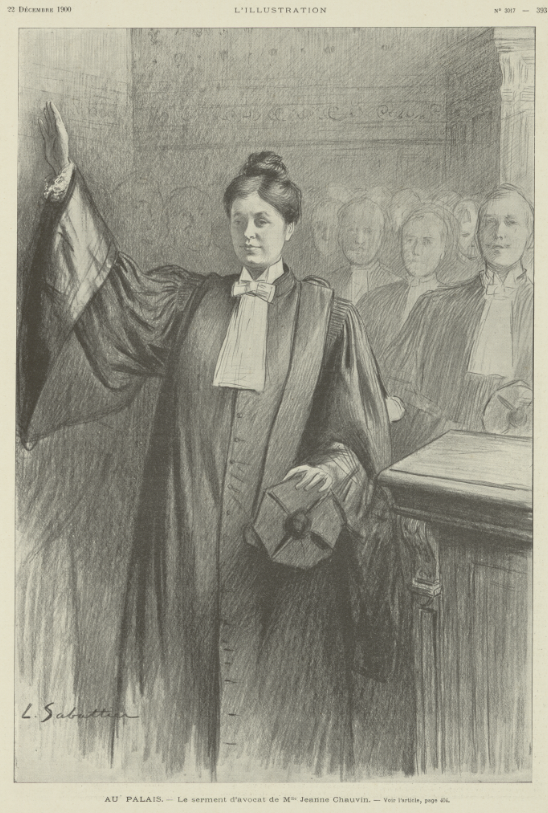
Jeanne Chauvin bei ihrer Vereidigung als Anwältin, Zeichnung von Louis Rémy Sabattier aus L’Illustration, 22. Dezember 1900

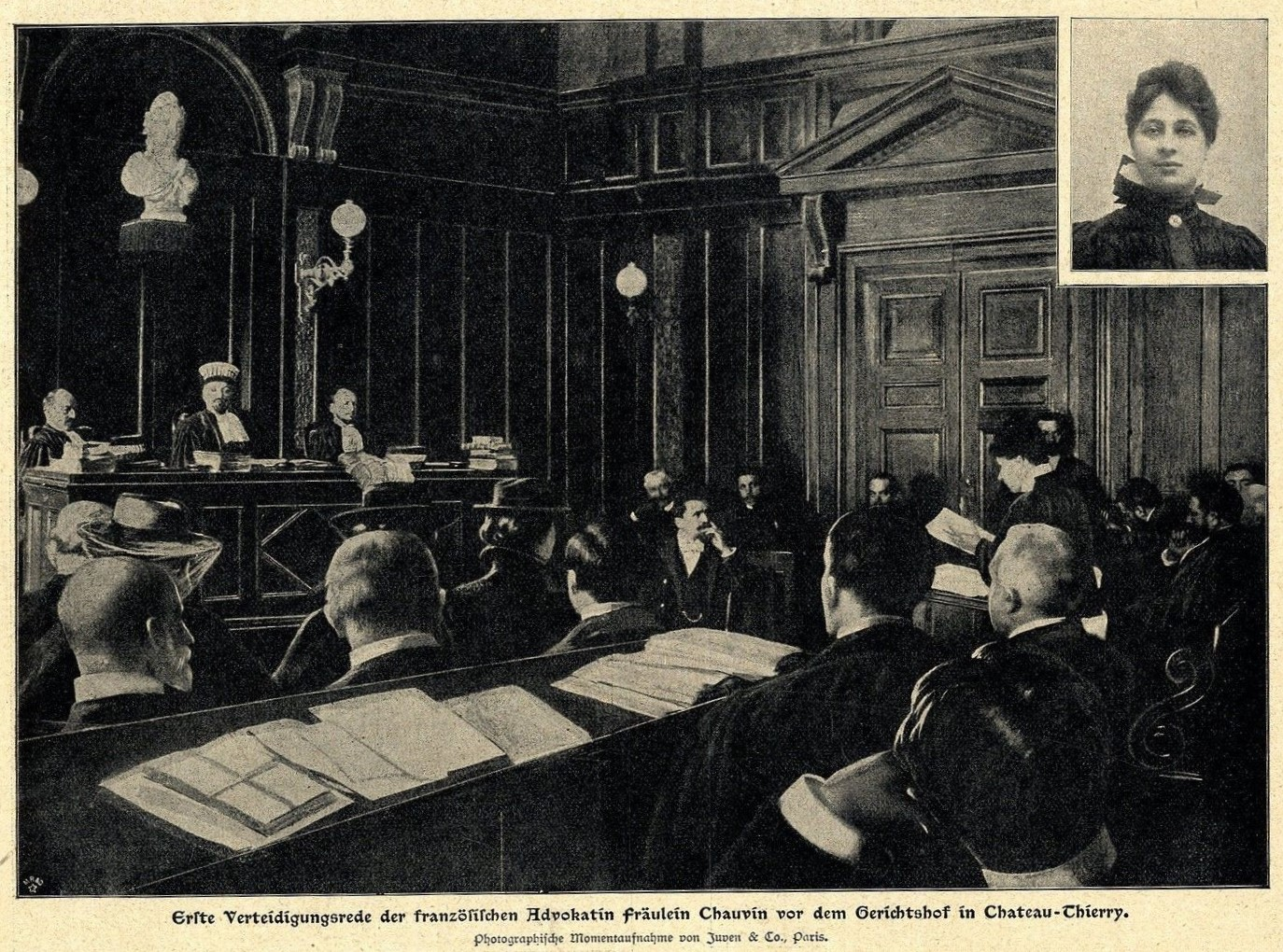
Erste Verteidigungsrede der Advokatin Jeanne Chauvin vor dem Gerichtshof in Chateau-Thierry

So konnte sie am 19. Dezember 1900 als Anwältin in der Pariser Anwaltskammer vereidigt werden, als zweite Frau nach Olga Petit, die am 5. Dezember 1900 vereidigt wurde. Jeanne Chauvin war jedoch die erste Anwältin Frankreichs, die plädierte. Ihr erstes Plädoyer am 21. Januar 1901 betraf den „Unfall von Choisy-le-Roi“. Sie ist auch bekannt für ihr Plädoyer über die Fälschung von Korsetts am 7. Februar 1902.
Chauvin sprach auf der Zweiten Internationalen Konferenz der weiblichen Organisationen und Institutionen im Juni 1900. Sie und die Feministin Maria Chéliga-Loevy sprachen sich dafür aus, unverheirateten Müttern das Recht einzuräumen, den Vater ausfindig zu machen und Unterhalt zu verlangen. Sie beteiligte sich an der Organisation des Internationalen Kongresses für die Rechte der Frau im September 1900.

## Ehrungen
Kurz vor ihrem Tod wurde Chauvin zum Ritter der Ehrenlegion ernannt. Verschiedene Einrichtungen in Frankreich wie die Bibliothek der Universität Paris V, das Atrium der Rechtsfakultät der Universität Orléans und ein Saal des Verfassungsrats tragen ihren Namen. Im 13. Arrondissement von Paris ist eine Straße nach ihr benannt, in Rennes ein Platz. In der französischen Fernsehserie Paris Police 1900 spielt die Figur Chauvin, gespielt von Eugénie Derouand, eine wesentliche Rolle.
Die Organisation Orléoquence verleiht seit 2024 den Prix Jeanne Chauvin.

## Veröffentlichungen
- Étude historique sur les professions accessible aux femmes : influence du sémitisme sur l’évolution de la position économique de la femme dans la société, Paris, Giard et Brière, 1892.
- Cours de droit professé dans les lycées de jeunes filles de Paris, Paris, Édition V. Giard & E. Brière, 1895.